# Гравці Титана
«Гравці Титана» (англ. The Game-Players of Titan) — науково-фантастичний роман американського письменника Філіпа К. Діка 1963 року.
Ймовірно, він був написаний у травні 1963 року. Агентство отримало рукопис 4 червня 1963 року, а перше видання було повнорозмірним у м'якій обкладинці, опубліковане Ace Books у січні 1964 року, перед тим, як того ж місяця було опубліковано в м'якій обкладинці «Людину у високому замку» (вперше опубліковано в жовтні 1962 року). 1965 року Дік писав Скотту Мередіту, що споріднені елементи є в «Невідомому».

## Короткий зміст сюжету
Пародійна метаоповідь «Гравці Титану» - це також історія письменника-фантаста, який маніпулює найбільш передбачуваними формулами наукової фантастики, який використовує своїх персонажів як маріонеток, який вважає, що йому дозволено ставити під сумнів власний фінал за допомогою трюків і спритності рук жонглера, «гравця в гру».— Карло Паджетті (2014)
[Дік], як і дама червової масті, змінює правила на півдорозі гри.— Кетрін Гейлз (2000)
[Гра з відкритим світом - це] як роман Філіпа Діка «Гравці Титану». Здається, що ми граємо в якусь величезну і неймовірну гру, але насправді ми - фішки, а не гравці. Грають вуги, і вони грають на Титані, в іншому світі, в мета-грі... за своїми власними правилами.— Маккензі Варк (2015)
Головний герой Піт Гарден — один із кількох мешканців, які володіють великими ділянками землі у безлюдному постапокаліптичному світі майбутнього. Ці мешканці об'єднані в групи постійних суперників, які грають у настільну гру під назвою «Блеф». Ці учасники (або «зв'язкові») ставлять на кін своє майно, шлюби та майбутній статус гравців, що мають право на участь у грі, залежно від її результатів. Піт також страждає на біполярний розлад, що може негативно вплинути на його компетентність як учасника гри.
Керують грою аморфні кремнієві прибульці з Титана, найбільшого супутника Сатурна. Ці істоти, відомі як вуги, одержимі азартними іграми. Крім того, екзогамія / аутбридинг у грі сприяє зростанню народжуваності. Це потрібно після руйнівної глобальної війни, коли супутникова зброя «Генкель Радіація» з Червоного Китаю стерилізувала значну частину населення Землі. Вуги здійснюють гегемонію над Землею, проте не окуповують її безпосередньо. Натомість це візуалізується як патерналістські стосунки. Більше того, хоча вуги є телепатами, вони не дозволяють використовувати людську телепатію чи передпізнання в контексті гри. Вуги також залучені в людське суспільство, використовуючи індуковані галюцинації, щоб підтримувати видимість людської подоби. Вони також підтримують ілюзію, використовуючи фізичні людські оболонки або галюцинації.
На початку Піт втратив свій улюблений маєток, Берклі, і свою дружину Фрею. Більше того, новий власник Берклі продав його сумнозвісному корумпованому біндману зі східного узбережжя Джерому Лакману. Піт сумує за Фреєю і турбується про сумісність зі своєю новою дружиною. Його також приваблює Пат МакКлейн, загадково плідна жінка, що живе в його маєтку, і Мері Енн, її вісімнадцятирічна донька. Пат — телепатка, її чоловік Аллен — прекогнітивіст, а їхня донька проявляє телекінез. Ці телепати обурюються тим, що їм не дозволяють брати участь у Грі через можливе зловживання їхніми здібностями під час змагань. Піт розриває свої попередні стосунки з Пат, коли дізнається, що його нова дружина Керол вагітна — рідкісне явище в цьому здебільшого безплідному, депопуляційному світі.
Лакмана, нового власника Берклі, вбито, і Піт разом із шістьма іншими членами його угруповання «Гарненька блакитна лисиця» виявляється причетним до цього. Піт та інші члени групи страждають на індуковану амнезію, і це робить їх ще більш підозрілими в очах як жуків, так і людей-правоохоронців. Піт з'ясовує, що вуги зловживають своїми псионічними здібностями, щоб виглядати людьми. Однак, у вугів також є свої політичні угруповання, що ще більше ускладнює ситуацію. «Екстремісти» виступають за підривну діяльність і завоювання Землі, тоді як «помірковані» віддають перевагу статус-кво патерналістської співпраці. Фертильні люди починають підпільний опір проти вугів, але за іронією долі їх замінюють вуги, що видають себе за людей. Члени синдикату «Прітті Блу Фокс» телепортуються на Титан, де вони грають вирішальну кінцівку з титаніанськими побратимами-хробаками за геополітичне майбутнє Сполучених Штатів.
Терміни, які використовуються в книзі для позначення науково-фантастичних технологій і психічних здібностей («псіонічні здібності»), включають «ефект Рашмора», «випромінювання Генкеля» та «ефект Паулі»/«синхронність».